# ケヴィン・ムーア
ケヴィン・ムーア（Kevin Moore、1967年5月26日 - ）は、バンド・クロマ・キー (Chroma Key) の生みの親であり、キーボーディストにして作曲・作詞家である。アメリカのプログレッシブ・メタルバンド、ドリーム・シアターのオリジナルメンバーの1人でもあった。

## 音楽的経歴
ムーアの音楽キャリアは、ギタリストのジョン・ペトルーシ、ベーシストのジョン・マイアング、ドラマーのマイク・ポートノイ、ボーカルのクリス・コリンズらとのバンド、マジェスティ(後のドリーム・シアター)に始まる、8年間、3枚のアルバムに渡るドリーム・シアターでの活動の後、1994年に音楽性の相違からバンドを脱退、サンタフェに引っ越した。
さまざまな曲を作ってデモテープを作成した後、クロマ・キー (Chroma Key) 名義でアルバム『デッド・エアー・フォー・レディオス』を発表した。このアルバムには、フェイツ・ウォーニングのマーク・ゾンダーと、スティーヴ・タッシャーが参加している。音楽性は、ドリーム・シアターのように複雑で難解なスタイルというよりは、デペッシュ・モードのそれに近い、暗くアンビエントで電子的なものであった。
ドリーム・シアターのファンは後々、ムーアがドリーム・シアターのアルバム『アウェイク』の中の「Space-Dye Vest」でクロマ・キーのような音楽スタイルを模索していたと気づくことになる。事実、クロマ・キーの「On The Page」は「Space-Dye Vest」の続編でもあった（「On The Page」という題名は「Space-Dye Vest」の歌詞の一部でもある）。
2000年に、ロサンゼルスに移住し、デジタル色の強いアルバム『You Go Now』を録音した。このアルバムには、デヴィッド・イスコー（ギター）、スティーヴ・タッシャー（ループ兼プログラミング）の3人である。このレコーディング後にはコスタリカに移住し、短波ラジオ局「レイディオ・フォー・ピース・インターナショナル」に勤務、隔週の平和活動番組の制作を行った。この番組の音源は『Memory Hole 1』として、MP3形式で発表された。
2003年には、フェイツ・ウォーニングのギタリストであるジム・マテオスに誘われ、ドリーム・シアターのドラマーであるマイク・ポートノイや、シニック及びゴーディアン・ノットのベーシストにしてチャップマン・スティック奏者でもあるショーン・マローンも参加したバンド、OSIを結成し、アルバム『オフィス・オヴ・ストレタジック・インフルエンス』を発表した。ムーアのマイク・ポートノイとの共演は10年ぶりのことであった。OSIの音楽は、「クロマ・キーの暗くメロディックな面と、フェイツ・ウォーニングやドリーム・シアターのヘヴィネスの混合」とでも言うべきものだ。OSIでは、ボーカルもムーアが担当している。また、「shutDOWN」という曲には、ボーカルと作詞にポーキュパイン・ツリーのスティーヴン・ウィルソンがゲスト参加している。
2004年、イスタンブールに移住し、ホラー映画『Okul』のサウンドトラックを制作、後にソロ・アルバム『Ghost Book』としてリリースされた。この経験から、ムーアはパブリック・ドメインの映画の中からある種の雰囲気のあるものを探し、偽のサウンドトラックを付けるという形で次のクロマ・キーのアルバムを作ることにした。内容は、1950年代の教育映画『Age 13』を選び、映画の速度を1/2倍速に落とした以外は、曲の雰囲気や曲の長さを「Age 13」に合わせてアルバムを制作した。その結果がアルバム『Graveyard Mountain Home』である。
2005年、ムーアはカナダのモントリオールに移住。ジム・マテオスと共にOSIの2枚目のアルバムの製作を開始し、その音源は2006年にアルバム『フリー』としてリリースされた。

## ディスコグラフィ

### ドリーム・シアター
- 『ホエン・ドリーム・アンド・デイ・ユナイト』 - When Dream and Day Unite (1989年)
- 『イメージズ・アンド・ワーズ』 - Images & Words (1992年)
- 『ライヴ・アット・ザ・マーキー』 - Live at the Marquee (1993年) ※ライブEP
- 『アウェイク』 - Awake (1994年)

### クロマ・キー
- 『デッド・エアー・フォー・レディオス』 - Dead Air For Radios (1998年)
- You Go Now (2000年)
- Graveyard Mountain Home (2004年)

### ソロ
- Music Meant to Be Heard (1995年)
- This is a Recording (1999年)
- Memory Hole 1 (2004年)
- Ghost Book (2004年)
- Shine (2010年)

### OSI
- 『オフィス・オヴ・ストレタジック・インフルエンス』 - Office of Strategic Influence (2003年)
- 『フリー』 - Free (2006年)
- Re:Free (2006年) ※EP
- Blood (2009年)
- Fire Make Thunder (2012年)

### フェイツ・ウォーニング
- 『パーフェクト・シンメトリー』 - Perfect Symmetry (1989年)
- 『プレザント・シェイド・オブ・グレイ』 - A Pleasant Shade of Gray (1997年)
- 『ディスコネクテッド』 - Disconnected (2000年)